# Loppa
Loppa (en sami septentrional: Láhpi; en kven: Lappean) és un municipi del comtat de Finnmark, Noruega. El centre administratiu del municipi és el poble d'Øksfjord, a més d'altres nuclis de població escampats arreu del municipi.
La majoria de la gent viu al poble d'Øksfjord, però les comunitats més petites s'estenen al llarg de les costes i les illes. No té aeroport, però Øksfjord és un port d'escala per als vaixells de Hurtigruten.

## Informació general

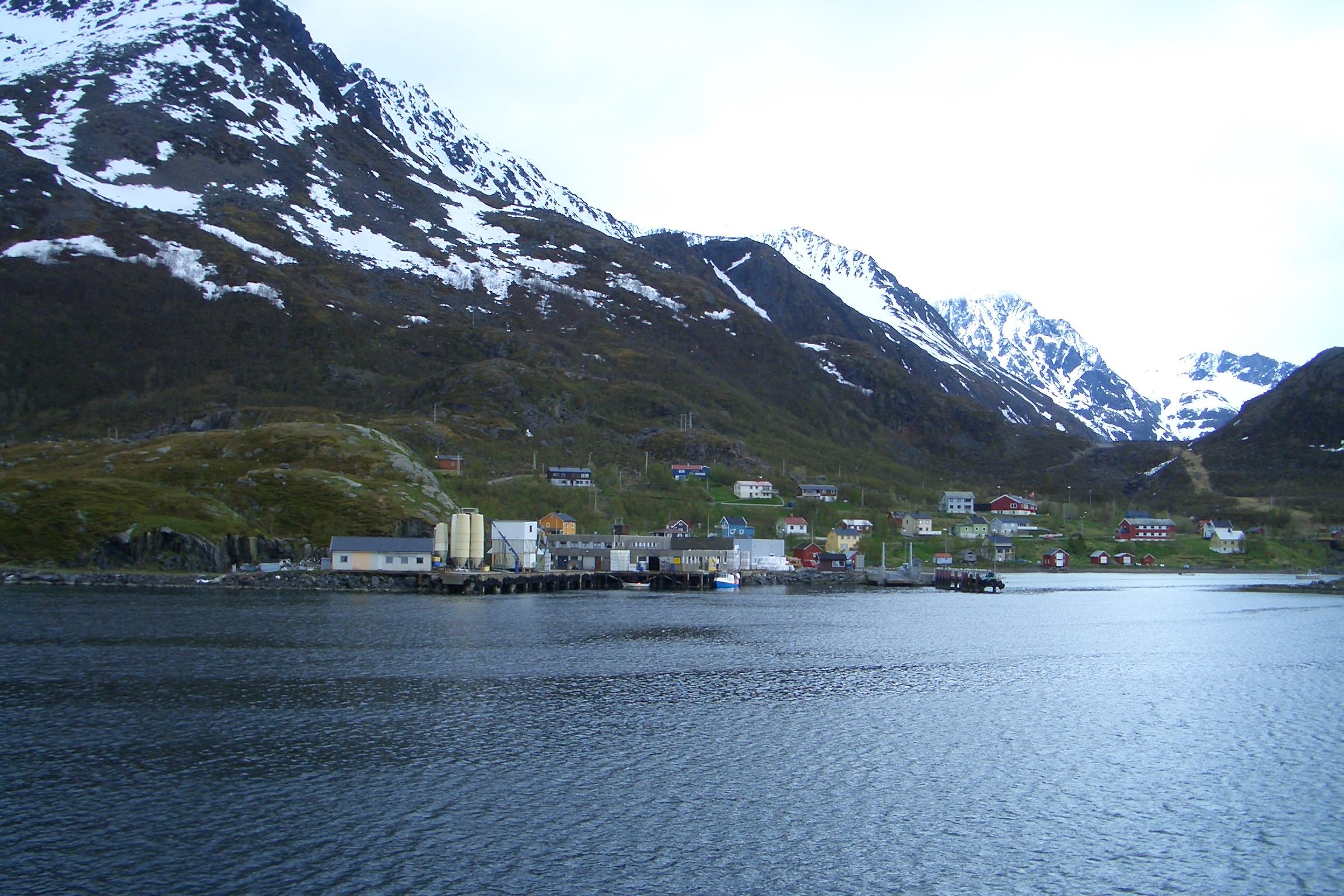
Vista de la vila de Bergsfjord

El municipi de Loppa va ser creat el 1838. El 1858, la part nord de Loppa a l'illa de Soroya i la major part de Stjernøya (població: 506) se separaren per formar el nou municipi de Hasvik. Amb la qual cosa Loppa va quedar amb 801 pobladors. Les fronteres del municipi no s'han modificat des d'aleshores.

### Nom
El municipi porta el nom de l'illa de Loppa (en nòrdic antic: Loppa), ja que el nucli de població d'aquesta illa va ser l'antic centre del municipi. El significat del nom és incert. Històricament, el nom s'escrivia Loppen.

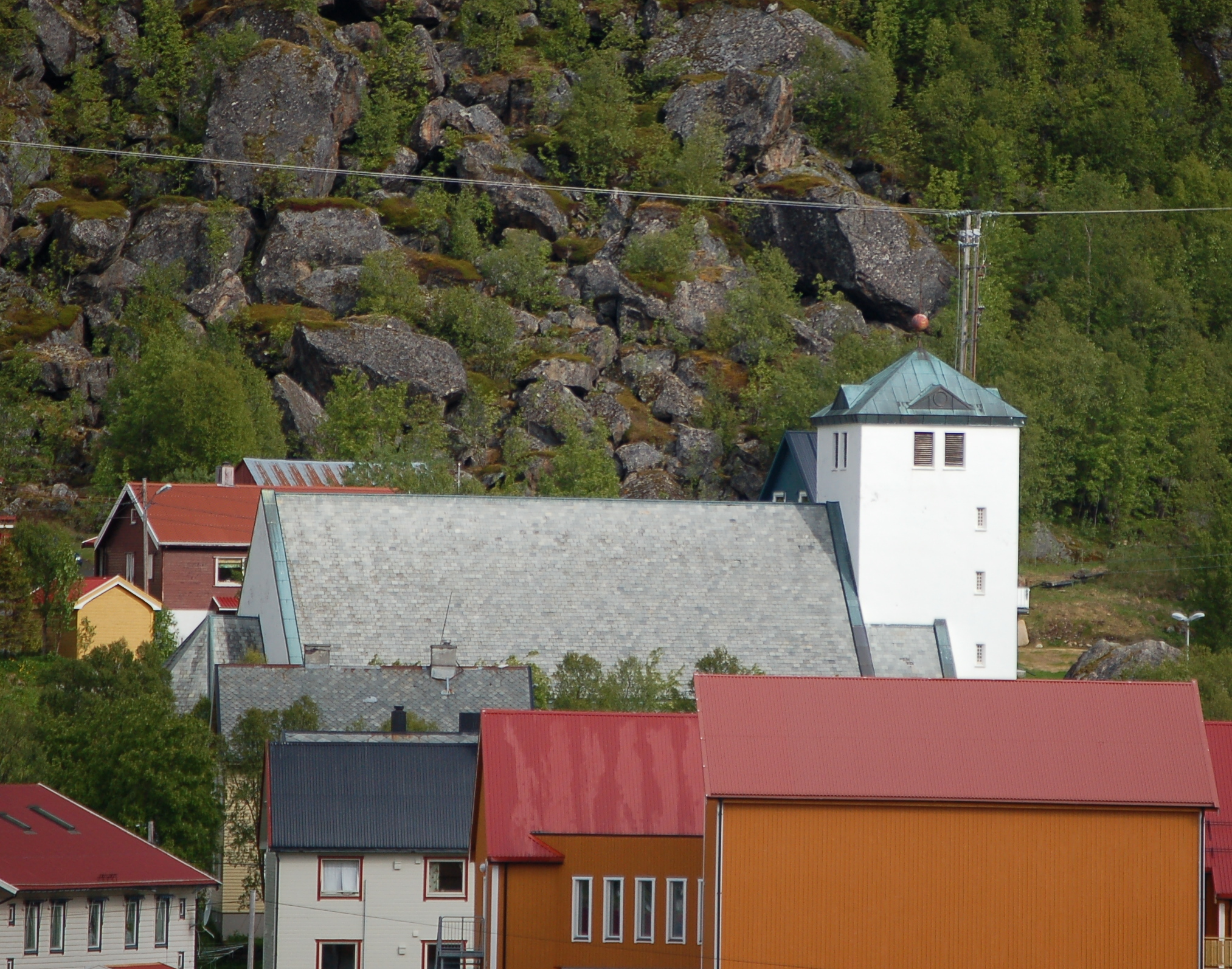
L'església d'Øksfjord

### Escut d'armes
L'escut d'armes és de temps moderns. Se'ls hi va concedir el 19 de desembre de 1980. Els braços mostren un corb marí gros sobre un fons d'or. El corb marí va ser triat com a símbol, ja que el municipi compta amb diversos pobles de pescadors típics que sovint atrauen els corbs marins.

### Esglésies

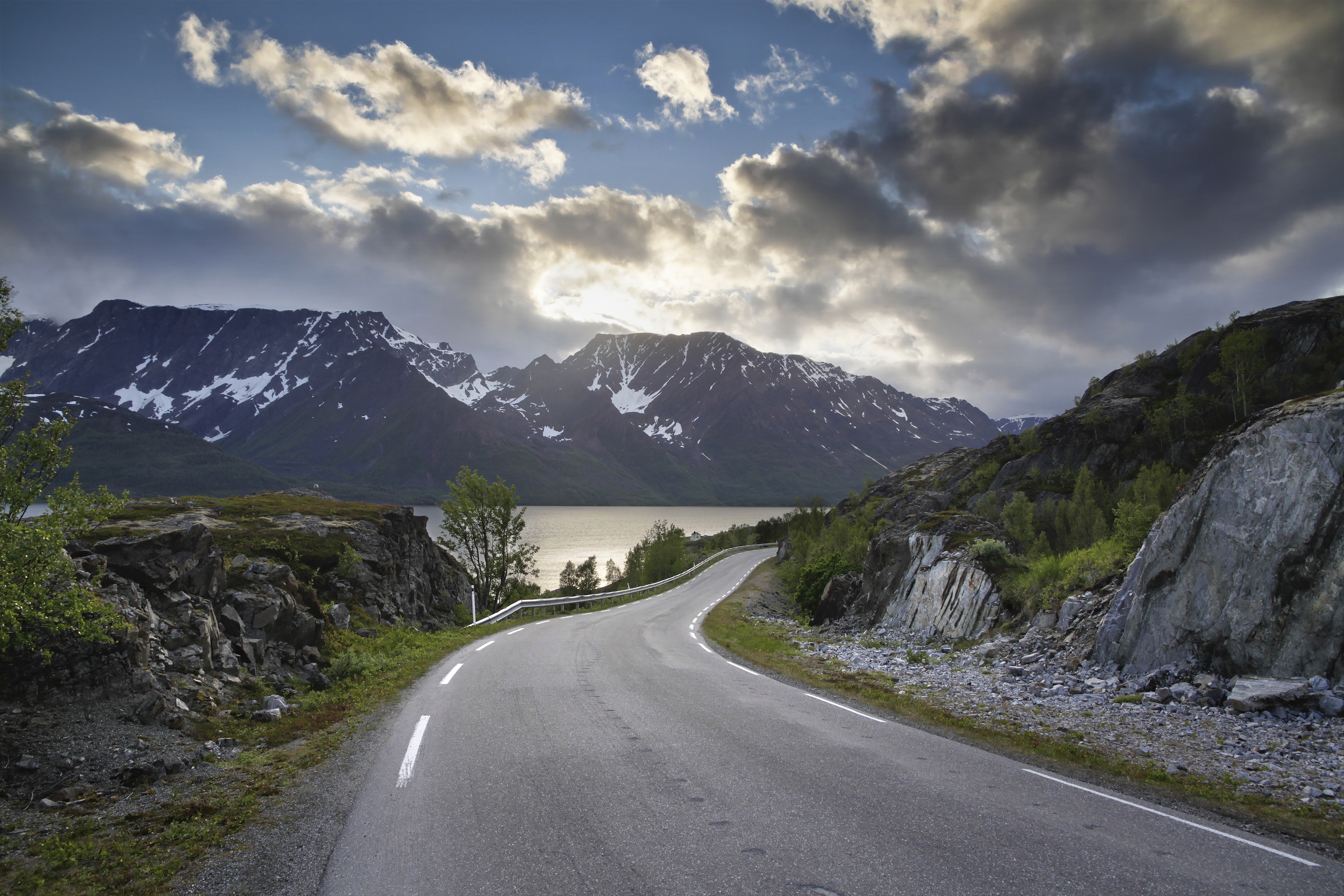
Carretera d'Øksfjorden

L'Església de Noruega té una parròquia (sokn) al municipi de Loppa. És part del deganat d'Alta, a la Diòcesi de Nord-Hålogaland.
| Parròquia (Sokn) | Nom de l'església      | Localització de l'església | Any de construcció |
| ---------------- | ---------------------- | -------------------------- | ------------------ |
| Loppa            | Església de Bergsfjord | Bergsfjord                 | 1951               |
| Loppa            | Església de Loppa      | Loppa                      | 1953               |
| Loppa            | Capella de Nuvsvåg     | 1961                       |                    |
| Loppa            | Capella de Sandland    | Sandland                   | 1971               |
| Loppa            | Església d'Øksfjord    | Øksfjord                   | 1954               |

## Geografia
Loppa és el municipi més occidental del antic comtat de Finnmark i s'enfronta a la recta final obert del mar de Noruega, i té sobretot una costa amb fiords i illes menors de la capa de neu gegant de la glacera Øksfjordjøkelen. El municipi inclou la major part de la península entre el Kvænangen i el fiord d'Alta. El municipi compta amb moltes illes i muntanyes, amb diverses illes, llacs i glaceres.
El municipi compta amb els pobles d'Andsnes, Bergsfjord, Langfjordhamn, Loppa, Nuvsvåg, Øksfjordbotn, Sandland, Sør-Tverrfjord i el centre administratiu, Øksfjord.